# Johan I van Saksen
Johan I van Saksen ook bekend als Johan I van Saksen-Lauenburg (circa 1249 - Wittenberg, 30 juli 1285) was van 1260 tot 1282 samen met zijn broer Albrecht II hertog van Saksen. Hij behoorde tot het huis der Ascaniërs en was de stamvader van de linie Saksen-Lauenburg.

## Levensloop
Johan I was de oudste zoon van hertog Albrecht I van Saksen en diens derde gemalin Helena van Brunswijk-Lüneburg, dochter van hertog Otto het Kind. In 1260 werd hij samen met zijn jongere broer Albrecht II hertog van Saksen.
In 1269, 1272 en 1282 verdeelden de broers hun regeringscompetenties in de drie territoriaal afgezonderde delen van het hertogdom Saksen. Dit was om de splitsing van het hertogdom Saksen voor te bereiden. Als deel van de regeringsverdeling mocht Johan I zich vanaf 1269 ook burggraaf van Maagdenburg noemen. Bij de verkiezing van de Rooms-Duitse koning in 1273 werd Saksen wel enkel vertegenwoordigd door zijn broer Albrecht II.
In 1282 trok Johan I zich terug als hertog van Saksen, waarna zijn drie minderjarige zonen (Erik I, Johan II en Albrecht III) hem opvolgden. Hijzelf trok zich terug in een franciscanenklooster in Wittenberg, waar hij bleef tot aan zijn dood in 1285. 
De zonen van Johan I regeerden tot in 1296 samen met hun oom Albrecht II. In dat jaar werd Saksen gesplitst, waarbij zijn zonen het hertogdom Saksen-Lauenburg kregen. 

## Huwelijk en nakomelingen
Johan I huwde in 1270 met Ingeborg Birgersdotter (1253-1302), dochter van Birger Jarl, regent van Zweden. Ze kregen volgende kinderen:
- Helena (circa 1272-1337), huwde eerst met graaf Gunther IX van Schwarzburg-Blankenburg en daarna in 1297 met graaf Adolf VI van Schaumburg en Holstein
- Elisabeth (circa 1274-voor 1306), huwde met hertog Waldemar IV van Sleeswijk
- Johan II (1275-1321), hertog van Saksen-Lauenburg
- Erik I (circa 1280-1360), hertog van Saksen-Lauenburg
- Albrecht III (1281-1308), hertog van Saksen-Lauenburg
- Sophia (overleden in 1319), priores in Plötzkau

## Voorouders
| Johan I van Saksen             | Johan I van Saksen                                                 | Johan I van Saksen                                                 | Johan I van Saksen                                                 | Johan I van Saksen                                                 | Johan I van Saksen                                                       | Johan I van Saksen                                                       | Johan I van Saksen                                                                  | Johan I van Saksen                                                                  |
| ------------------------------ | ------------------------------------------------------------------ | ------------------------------------------------------------------ | ------------------------------------------------------------------ | ------------------------------------------------------------------ | ------------------------------------------------------------------------ | ------------------------------------------------------------------------ | ----------------------------------------------------------------------------------- | ----------------------------------------------------------------------------------- |
| Overgrootouders                | Albrecht de Beer (1098-1170) ∞ Sophia van Winzenburg (1105-1160)   | Albrecht de Beer (1098-1170) ∞ Sophia van Winzenburg (1105-1160)   | Mieszko III (1126-1202) ∞ Elisabeth van Hongarije (1128-1154)      | Mieszko III (1126-1202) ∞ Elisabeth van Hongarije (1128-1154)      | Willem van Lüneburg (1184-1213) ∞ 1202 Helena van Denemarken (1180–1233) | Willem van Lüneburg (1184-1213) ∞ 1202 Helena van Denemarken (1180–1233) | Albrecht II van Brandenburg (1175-1220) ∞ 1205 Mathilde van de Lausnitz (1185-1255) | Albrecht II van Brandenburg (1175-1220) ∞ 1205 Mathilde van de Lausnitz (1185-1255) |
| Grootouders                    | Bernhard III van Saksen (1134-1212) ∞ Judith van Polen (1154-1201) | Bernhard III van Saksen (1134-1212) ∞ Judith van Polen (1154-1201) | Bernhard III van Saksen (1134-1212) ∞ Judith van Polen (1154-1201) | Bernhard III van Saksen (1134-1212) ∞ Judith van Polen (1154-1201) | Otto het Kind (1204-1252) ∞ 1228 Machteld van Brandenburg (1210-1261)    | Otto het Kind (1204-1252) ∞ 1228 Machteld van Brandenburg (1210-1261)    | Otto het Kind (1204-1252) ∞ 1228 Machteld van Brandenburg (1210-1261)               | Otto het Kind (1204-1252) ∞ 1228 Machteld van Brandenburg (1210-1261)               |
| Ouders                         | Albrecht I van Saksen (1175-1260) ∞ Helene van Brunswijk (-1273)   | Albrecht I van Saksen (1175-1260) ∞ Helene van Brunswijk (-1273)   | Albrecht I van Saksen (1175-1260) ∞ Helene van Brunswijk (-1273)   | Albrecht I van Saksen (1175-1260) ∞ Helene van Brunswijk (-1273)   | Albrecht I van Saksen (1175-1260) ∞ Helene van Brunswijk (-1273)         | Albrecht I van Saksen (1175-1260) ∞ Helene van Brunswijk (-1273)         | Albrecht I van Saksen (1175-1260) ∞ Helene van Brunswijk (-1273)                    | Albrecht I van Saksen (1175-1260) ∞ Helene van Brunswijk (-1273)                    |
| Johan I van Saksen (1249–1285) |                                                                    |                                                                    |                                                                    |                                                                    |                                                                          |                                                                          |                                                                                     |                                                                                     |